# Johann Heinrich von Helldorff
Johann Heinrich von Helldorff (* 1. Juli 1726 in Kieritzsch; † 23. März 1793 in Merseburg) war ein kursächsischer Kammer- und Domherr.

## Leben
Er stammte aus dem sächsischen Uradelsgeschlecht von Helldorff und wurde von Privatlehrern ausgebildet. Wie viele Adlige der damaligen Zeit trat er in den Hofdienst der wettinischen Kurfürsten von Sachsen und wurde zunächst Kammerjunker und später zum Kammerherr am Hof zu Dresden ernannt. In der Domstadt Merseburg erfolgte etwa zeitgleich seine Ernennung zum Domherrn.
Johann Heinrich von Helldorff kaufte im Jahre 1770 vom Oberhofmeister Friedrich Wilhelm von Witzleben auf Wohlmirstedt die von diesem im Jahre 1764 meistbietend ersteigerten verschuldeten früheren Breitenbauch’schen Güter St. Ulrich und Stöbnitz.
Das Wasserschloss St. Ulrich baute Johann Heinrich von Helldorff aus und finanzierte den Bau einer neuen Schlosskirche, die noch heute erhalten ist und deren Grundstein er legte. Schloss, Rittergut, Schlosspark und Terrassengarten in St. Ulrich blieben nun bis zur entschädigungslosen Enteignung 1945 im Besitz der Familie von Helldorff.
1786 verkaufte Johann Heinrich von Helldorff das Rittergut Stöbnitz an seinen Sohn Ferdinand Heinrich von Helldorff (1764–1815), der damals Regierungsassessor war. Zuvor war er als Kirchenpatron ab 1781 am Neubau der Kirche von Stöbnitz, die sich heute in Privateigentum befindet, beteiligt.
Johann Heinrich von Helldorff starb am Morgen des 23. März 1793 in Merseburg und seine Leiche wurde am 28. März zum adligen Begräbnis nach St. Ulrich überführt. Aus seiner Ehe mit Henrietta Ernestina geborene von Schlotheim hinterließ er neben dem obengenannten Sohn den Sohn Carl Heinrich Anton von Helldorff (* 4. August 1767).